# 果阿競技俱樂部
果阿競技俱樂部 （英語：Sporting Clube de Goa），簡稱果阿競技，是一家設於印度果阿邦馬爾加奧的足球俱樂部，球隊目前於印度頂級聯賽印度足球甲級聯賽參賽。球隊名稱與隊徽參考自葡萄牙里斯本競技。
果阿競技俱樂部早期稱作果阿市俱樂部（Cidade de Goa），在球隊於1999年之後才改為現名。

## 球隊歷史
果阿競技俱樂部1999年前為果阿市俱樂部，在果阿市俱樂部於1999年宣布解散後，因為帕納吉大眾希望能有一支新球隊延續果阿市俱樂部，因此在1999年時球隊股份改為公共持股，並重新改名為果阿競技俱樂部，因此果阿競技與同在果阿邦的瓦斯科為公共持股的足球俱樂部。果阿競技的隊徽參考自里斯本競技，在球隊剛建立幾年，在國家級聯賽成績飛速成長，球隊在2001-02年印度聯合會盃中，擊敗東孟加拉與印度銀行等強隊而晉級四強，惜未進決賽。
2003年，果阿競技開始參加印度國家足球聯盟2003-04年賽季。 在2004-05年賽季時，由於丹波在賽季最後一天追上果阿競技，使得果阿競技與冠軍擦身而過，只能屈居亞軍。
2005年1月，果阿競技全隊隊員發生一場嚴重的交通意外，果阿競技的球員在搭遊覽車準備前往機場時發生車禍，導致球隊有4為重要球員整季無法上場，其餘球員也多有受傷。然而，球隊內奈及利亞籍的杜杜·奥玛格贝尼恢復神速，他比預計休養時間提早康復，並在之後上場比賽。
果阿競技在2005年印度聯合會盃打進決賽，但是最後以1-2不敵馬辛德拉聯以亞軍收場，球隊在2006年印度聯合會盃時再度打進決賽，但是在十二碼時以1-3遭莫亨巴根擊敗在2010年印度足球甲級聯賽遭降級後，球隊參加2011年印度足球乙級聯賽，並在該季贏得亞軍。2013至2014年印度聯合會盃賽季，果阿競技第三次打進決賽，但是以1-3遭邱吉爾兄弟擊敗，第三次拿下亞軍。

## 隊徽
果阿競技俱樂部隊徽參考自葡萄牙足球超級聯賽的里斯本競技，雖然兩隊隊徽非常相近，但還是有些差別。其中之一很明顯的差別是里斯本競技的隊徽上有明顯地葡萄牙競技（Sporting Portugal）的字樣，但果阿競技在隊徽上卻沒有。另一個明顯不同的是，里斯本競技隊徽上的顏色使用深綠色與黃色，而果阿競技隊徽上的顏色使用淺綠色與白色搭配。

## 球衣
雖然果阿競技俱樂部的隊徽以綠色與白色搭配，但在隊服上卻以橘色與白色搭配，因此球隊又被暱稱為橘色火焰（flaming orange）。球隊主場的球衣與襪子為橘色，短褲為白色，客場球衣、短褲及襪子皆為白色，唯獨球衣領子為橘色。

## 主場
果阿競技俱樂部主場一直以法托达体育场為主。在2011年印度足球乙級聯賽，由於聯賽規定比賽禁止主客場機制，因此球隊轉移到西隆拉庄主場賈瓦哈拉爾·尼赫魯體育場比賽。當果阿競技晉升至2011–12年印度足球甲級聯賽時，球隊再度以法托达体育场為主場。

## 學院
2013年8月16日，果阿競技建立自己的足球學院， 學院共分成U-10、U-12、U-14、U-16、U-18、U-20等6組年紀組別，學院的建立旨在培養青少年足球實力，以及提供青少年良好的足球設施等。

## 球隊榮譽
- 印度足球甲級聯賽

亞軍：2004-2005年（1次）
- 印度聯合會盃

亞軍：2005年、2006年、2013-2014年（3次）
- 印度足球乙級聯賽（英语：I-League 2nd Division）

亞軍：2011年（1次）

## 外部連結
- Official website （页面存档备份，存于）
- Sporting Clube de Goa Facebook page
- Sporting Clube de Goa Twitter （页面存档备份，存于）